# クーヨー島
クーヨー島（クーヨーとう）はフィリピンのパラワン島とパナイ島の間に存在する、スールー海にあるクーヨー諸島の島。クーヨー諸島最大の島であり、長さ13km、幅7.5kmほどで面積は57km2ほどである。火山島である。
島内のは西部のクーヨーと東部のマグサイサイに分かれており、マグサイサイ地区にはクーヨー空港が存在する。
ウィンドサーフィンなどで観光に人気がある。